# آگوستا (جورجیا)
آگوستا (Augusta) شهری است در ایالت جورجیا از کشور ایالات متحده آمریکا.
| داده‌های اقلیم آگوستا    | داده‌های اقلیم آگوستا | داده‌های اقلیم آگوستا | داده‌های اقلیم آگوستا | داده‌های اقلیم آگوستا | داده‌های اقلیم آگوستا | داده‌های اقلیم آگوستا | داده‌های اقلیم آگوستا | داده‌های اقلیم آگوستا | داده‌های اقلیم آگوستا | داده‌های اقلیم آگوستا | داده‌های اقلیم آگوستا | داده‌های اقلیم آگوستا | داده‌های اقلیم آگوستا |
| ماه                     | ژانویه               | فوریه                | مارس                 | آوریل                | مه                   | ژوئن                 | ژوئیه                | اوت                  | سپتامبر              | اکتبر                | نوامبر               | دسامبر               | سال                  |
| ----------------------- | -------------------- | -------------------- | -------------------- | -------------------- | -------------------- | -------------------- | -------------------- | -------------------- | -------------------- | -------------------- | -------------------- | -------------------- | -------------------- |
| سابقهٔ بیش‌ترین °C (°F)   | ۸۴ (۲۹)              | ۸۶ (۳۰)              | ۹۳ (۳۴)              | ۹۶ (۳۶)              | ۱۰۰ (۳۸)             | —                    | ۱۰۷ (۴۲)             | ۱۱۲ (۴۴)             | ۱۰۶ (۴۱)             | ۹۷ (۳۶)              | ۹۰ (۳۲)              | ۸۲ (۲۸)              | ۱۱۲ (۴۴)             |
| میانگین بیش‌ترین °C (°F) | ۵۶ (۱۳)              | ۶۱ (۱۶)              | ۶۹ (۲۱)              | ۷۷ (۲۵)              | ۸۴ (۲۹)              | ۹۰ (۳۲)              | ۹۲ (۳۳)              | ۹۰ (۳۲)              | ۸۵ (۲۹)              | ۷۷ (۲۵)              | ۶۸ (۲۰)              | ۵۹ (۱۵)              | ۷۶ (۲۴)              |
| میانگین کم‌ترین °C (°F)  | ۳۳ (۱)               | ۳۶ (۲)               | ۴۳ (۶)               | ۴۸ (۹)               | ۵۷ (۱۴)              | ۶۵ (۱۸)              | ۷۰ (۲۱)              | ۶۸ (۲۰)              | ۶۲ (۱۷)              | ۵۰ (۱۰)              | ۴۱ (۵)               | ۳۵ (۲)               | ۵۱ (۱۱)              |
| سابقهٔ کم‌ترین °C (°F)    | −۱ (−۱۸)             | ۳ (−۱۶)              | ۱۲ (−۱۱)             | ۲۶ (−۳)              | ۳۵ (۲)               | ۴۶ (۸)               | ۵۵ (۱۳)              | ۵۲ (۱۱)              | ۳۶ (۲)               | ۲۲ (−۶)              | ۱۱ (−۱۲)             | ۵ (−۱۵)              | −۱ (−۱۸)             |
| بارندگی میلی‌متر (اینچ)  | ۴٫۵۰ (۱۱۰)           | ۴٫۱۱ (۱۰۰)           | ۴٫۶۱ (۱۲۰)           | ۲٫۹۴ (۷۰)            | ۳٫۰۷ (۸۰)            | ۴٫۱۹ (۱۱۰)           | ۴٫۰۷ (۱۰۰)           | ۴٫۴۸ (۱۱۰)           | ۳٫۵۹ (۹۰)            | ۳٫۲۰ (۸۰)            | ۲٫۶۸ (۷۰)            | ۳٫۱۴ (۸۰)            | ۳٫۷۲ (۹۰)            |
| [ نیازمند منبع ]        |                      |                      |                      |                      |                      |                      |                      |                      |                      |                      |                      |                      |                      |